# التدخين في الأرجنتين

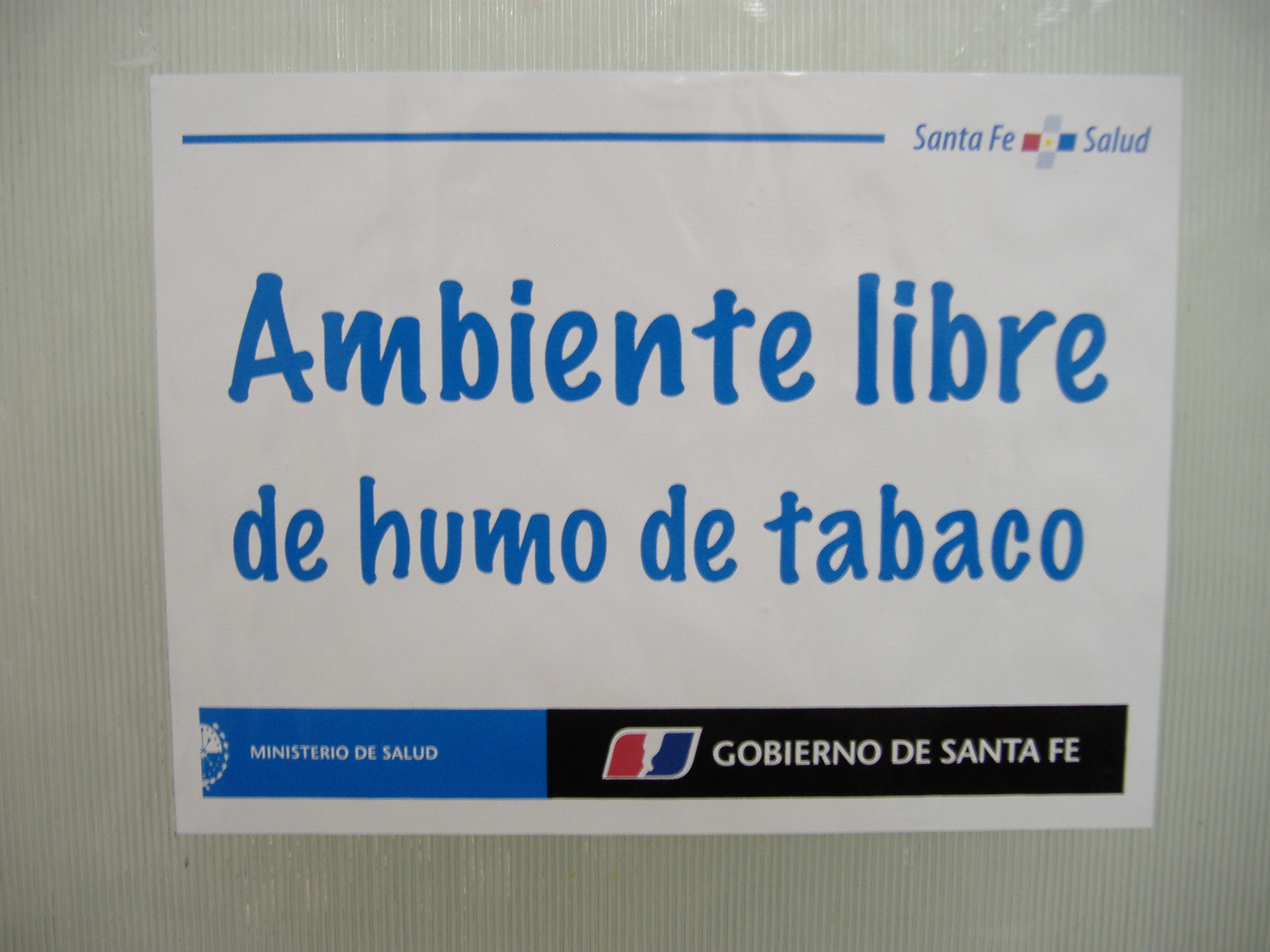
لافتة في مكتب حكومي في روساريو، سانتا في: بيئة خالية من دخان التبغ, تعكس لوائح وزارة الصحة الإقليمية.

يمثل التدخين في الأرجنتين 15% من إجمالي استهلاك التبغ في الأمريكتين. هناك عدد من قيود التدخين المعمول بها في ولايات قضائية مختلفة, وحملة حكومية وطنية ضد تدخين التبغ والإعلان عنه. منذ 1 يونيو 2011, حظر التدخين في جميع أنحاء الأرجنتين التدخين في أماكن العمل وجميع الأماكن المغلقة العامة والمدارس والمستشفيات والمتاحف والمكتبات والمسارح وجميع وسائل النقل العام.
نسبة التدخين بين البالغين في الأرجنتين غير معروفة؛ يتسبب التبغ في أكثر من 100 حالة وفاة يوميًا في الأرجنتين (40,000 سنويًا و 6,000 بسبب التدخين السلبي), وتبلغ تكلفة علاج الأمراض المرتبطة بالتبغ 6,020 مليون بيزو أرجنتيني (1,324 مليون دولار أمريكي) سنويًا, 15.5% من إجمالي الإنفاق العام على الرعاية الصحية. تجمع الحكومة 3,500 مليون بيزو سنويًا كضرائب على السجائر.

## قانون
القانون الوطني 23,344, الصادر في 29 أغسطس 1986, وضع قيودًا على الإعلان عن التبغ والترويج له, وأمر بضرورة أن تحتوي علب السجائر على أسطورة تحذر من أن التدخين مضر بالصحة, لكنه لم يتضمن عقوبات ضد انتهاكات القانون؛ تمت إضافتها لاحقًا, ثم تم رفضها جزئيًا.

## اتفاقية منظمة الصحة العالمية الإطارية
في سبتمبر 2003, وقعت الأرجنتين على اتفاقية منظمة الصحة العالمية الإطارية بشأن مكافحة التبغ, على الرغم من تأجيل التصديق لمدة عامين. يلقي المحللون باللوم على مصالح صناعة التبغ في هذا التأخير, كما هو الحال مع الإخفاقات السابقة في تنفيذ سياسات مكافحة التدخين الجادة.

## المشاعر العامة
أظهر استطلاع عبر الهاتف على مستوى البلاد نُشر في أغسطس 2006 دعمًا ساحقًا للسكان للقوانين التي تنشئ "مساحات خالية من التدخين" في الأماكن العامة مثل المكاتب والمصانع ومراكز التسوق والبنوك (93.4% دعم إجمالي, 85% بين المدخنين), و التي تمنع التدخين تمامًا في المدارس والجامعات والمستشفيات (97%). كما أيد أكثر من ثلاثة أرباع المشاركين في الاستطلاع (بما في ذلك ما يقرب من ثلثي المدخنين) حظر التدخين في الحانات والمطاعم.